# Yunotrichia
Yunotrichia is een geslacht van kevers uit de familie bladkevers (Chrysomelidae).
De wetenschappelijke naam van het geslacht werd in 1980 gepubliceerd door Chen & Wang.

## Soorten
- Yunotrichia mediovittata Chen & Wang, 1980